# Typhonia autochthonia
Typhonia autochthonia is een vlinder uit de familie van de zakjesdragers (Psychidae). De wetenschappelijke naam van de soort is, als Melasina autochthonia, voor het eerst geldig gepubliceerd in 1931 door Edward Meyrick. De combinatie in Typhonia werd in 2011 door Sobczyk gemaakt.

## Type
- syntypes: 15 exemplaren
- instituut: BMNH, Londen, Engeland
- typelocatie: "India, Dehra Dun, 2000 ft"